# Пиратковский
Пиратковский — вулкан в восточной части полуострова Камчатка (Россия).
Абсолютная высота — 1322 м. Вулкан Пиратковский расположен к северо-востоку от Ходутки и Приемыша. В долине между вулканами протекает река Правая Ходутка.
Деятельность вулкана относится к голоценовому периоду. Входит в восточный вулканический пояс, Ходуткинский вулканический массив.